# Azeitona de conserva Negrinha de Freixo
O Azeitona de conserva Negrinha de Freixo DOP é um produto de origem portuguesa com Denominação de Origem Protegida pela União Europeia (UE) desde 21 de junho de 1996.

## Agrupamento gestor
O agrupamento gestor da denominação de origem protegida "Azeitona de conserva Negrinha de Freixo" é a Cooperativa de Olivicultores de Moncorvo, C.R.L..